# 597 (numero)
Cinquecentonovantasette (597) è il numero naturale dopo il 596 e prima del 598.

## Proprietà matematiche
- È un numero dispari
- È un numero composto.
- È un numero difettivo.
- È un numero semiprimo.
- È parte delle terne pitagoriche (597, 796, 995), (597, 19796, 19805), (597, 59400, 59403), (597, 178204, 178205).
- È un numero 42-gonale e 200-gonale.
- È un numero congruente.

## Astronomia
- 597 Bandusia è un asteroide della fascia principale del sistema solare.
- NGC 597 è un galassia spirale della costellazione dello Scultore.

## Astronautica
- Cosmos 597 è un satellite artificiale russo.